# 티니베크 칸

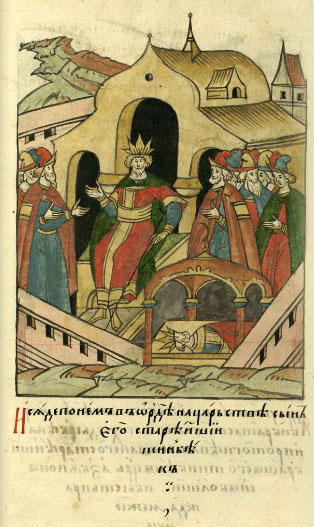

티니베크칸은 킵차크 한국의 칸(재위:1341년~1342년)이었다.
그는 아버지 우즈베크 칸을 계승하였다. 그는 그의 형제 자니베크 칸에게 칸 지위를 물려주었다.
동부 경계에서 차가타이의 습격자들과 싸우는 동안 그는 동생 자니베크에 의해 피살되었다. 그는 집정이었다.